# الحاظنة (الملاح)

تعديل مصدري - تعديل

الحاظنة هي إحدى قرى عزلة الملاح بمديرية الملاح التابعة لمحافظة لحج، بلغ تعداد سكانها 299 نسمة حسب تعداد اليمن لعام 2004.